# Poynting-vektor
Poynting-vektoren ({\displaystyle {\vec {S}}}) angiver størrelsen og retningen på energien transporteret i en elektromagnetisk bølge pr. areal og pr. tid. Vektoren er proportional med krydsproduktet mellem det elektriske felt {\displaystyle {\vec {E}}} og magnetfeltet {\displaystyle {\vec {B}}}:
{\displaystyle {\vec {S}}={\frac {1}{\mu _{0}}}{\vec {E}}\times {\vec {B}}}
hvor {\displaystyle \mu _{0}} er vakuumpermeabiliteten.
Vektoren er opkaldt efter John Henry Poynting, der først udledte den i 1884. Oliver Heaviside udledte den senere uafhængigt af Poynting og tilføjede, at rotationen til et arbitrært vektorfelt kunne lægges til definitionen.